# Festival Côté court de Pantin
Le festival Côté court de Pantin est un festival consacré aux formes cinématographiques courtes, créé en 1992 à l'initiative du département de la Seine-Saint-Denis et de la ville de Pantin. 
Animé par l'association Côté court, il est organisé autour de quatre axes : les compétitions (Fiction, Prospective cinéma et Essai / Art vidéo), les sélections Écrans libres et Grand angle (hors compétition), les artistes invités, et les actions de formation et d'éducation à l'image. La direction artistique de la manifestation est assurée par Jacky Evrard. 
Le festival se déroule sur une durée de 10 jours.
En 2021, le festival a fêté sa 30e édition.

## Organisation du festival

### Prix décernés

#### Compétition fiction
- Grand Prix André S. Labarthe, doté par le Département de la Seine-Saint-Denis et par le groupe Transpa - Jury professionnel
- Prix du meilleur premier film, doté par Préludes et par le groupe Transpa - Jury professionnel
- Prix du public, doté par la ville de Pantin - Jury du Public (habitants de Pantin)
- Prix de la presse, doté par le groupe Transpa - Jury de la Presse
- Prix de la jeunesse, doté par la Préfecture de Seine-Saint-Denis - Jury de la Jeunesse (Jeunes séquano-dyonisiens)
- Prix d'interprétation - Jury professionnel
- Prix coup de cœur des lycéens - Jury de lycéens d'Ile de France
- Prix grandes écoles - Jury d'étudiants de la Femis et de Louis Lumière
- Prix bande à part - Jury de détenus de la maison d'arrêt de Villepinte
- Prix du meilleur projet de film, doté par France 2 - Jury du pitch

#### Prix compétition essai / art vidéo
- Grand prix Essai / Art vidéo, doté par le département de la Seine-Saint-Denis et par Cosmik vidéo - Jury professionnel Art vidéo
- Prix Est ensemble, doté par l'EPT Est Ensemble - Jury de professionnels résidant sur le territoire d'Est ensemble

#### Prix prospective
- Grand prix Prospective cinéma, doté par Cosmik vidéo - Jury professionnel du prix prospective
- Prix des étudiants de la Sorbonne nouvelle - Jury étudiant

#### Prix Grand angle
- Prix du public du Grand angle, doté par Les Films du Périscope

#### Prix transversaux
- Prix SACEM de la meilleure création musicale, doté par la SACEM et par Studio Orlando - Jury professionnel Art vidéo et fiction
- Prix TËNK du meilleur documentaire - Jury Tënk
- Prix label jeune création, doté par l'agence du court métrage - Jury spécial
- Prix de la production émergente, doté par Studio Orlando, les Films du Périscope et par Côté court - Jury spécial

#### Prix du meilleur projet de film - le Pitch
- Grand Prix France 2 - Côté court
- Prix du public

#### Prix du Tête-à-tête
- Une semaine de résidence d'écriture - Moulin d'Andé - CECI

Certains primés reçoivent également des dotations de la part des partenaires du festival : Bref cinema, La Cinetek, MK2 curiosity, Les Cahiers du cinéma

### Le festival en chiffres
- 12 600 spectateurs
- 200 films projetés
- 100 séances
- 10 séances live ou performances
- 10 lieux associés
- 1 résidence d’artistes
- 12 villes participantes
- 40 000 euros de dotations de prix
- 104 000 visiteurs sur le site
- 150 000 pages vues pendant le festival

## Palmarès 2023

### Fiction
| Prix                                           | Lauréat.e.s                                              | Film                                                                            |
| ---------------------------------------------- | -------------------------------------------------------- | ------------------------------------------------------------------------------- |
| Grand Prix André S. Labarthe                   | Augustin Bonnet                                          | Grand littoral                                                                  |
| Prix spécial du jury                           | Valentine Guégan et Hugo lemaire                         | Paysage aux torchons                                                            |
| Prix du Meilleur Premier Film                  | Paul Rigoux                                              | Rapide                                                                          |
| Prix du Public                                 | Louis Séguin                                             | Marinaleda                                                                      |
| Prix de la Jeunesse                            | Coline Vernon                                            |                                                                                 |
| Prix de la Presse                              | Pauline Bailay                                           | Safety matches                                                                  |
| Prix d’interprétation                          | Asja Nadjar                                              | pour son rôle dans "Swan dans le centre" d'Iris Chassaigne                      |
| Prix d’interprétation                          | Pauline Belle Luc Chessel François Rivière               | pour leurs rôles dans "Marinaleda" de Louis Séguin                              |
| Coup de cœur des Lycéens                       | Camille Dumortier                                        | Maison Blanche                                                                  |
| Prix Bande à part                              | Camille Dumortier                                        | Maison Blanche                                                                  |
| Prix de la production émergente                | Julien Graff et Thomas Hakim pour la société petit chaos |                                                                                 |
| Prix du Label Jeune Création                   | Paul Rigoux                                              | Rapide                                                                          |
| Prix Sacem de la Meilleure création musicale   | Chassol et Jean-François Prigent                         | Pour leurs compositions musicales de Dilemne Dilemme réalisé par Jacky Goldberg |
| Mention pour la meilleure utilisation musicale | François Robic                                           | Rien d'important                                                                |

### Essai / Art vidéo
| Prix                         | Lauréat.e.s         | Film                |
| ---------------------------- | ------------------- | ------------------- |
| Grand Prix Essai / Art Vidéo | Anaïs Tohé Commaret | 8                   |
| Prix Est Ensemble            | Garance Kim         | Bruits de souvenirs |

### Prospective
| Prix                                         | Lauréat.e.s                       | Film         |
| -------------------------------------------- | --------------------------------- | ------------ |
| Grand prix Prospective Cinéma                | Brieuc Schieb                     | Koban Louzoù |
| Prix des étudiant·es de la Sorbonne nouvelle | Charlotte Chérici et Lucas Azémar | Bac à sable  |

### Concours du meilleur projet de film / le Pitch
| Prix                                                        | Lauréat.e.s  | Film         |
| ----------------------------------------------------------- | ------------ | ------------ |
| Grand Prix France 2 / Côté court du meilleur projet de film | Théo Hoch    | L'île triste |
| Prix du public                                              | Róisín Burns | Wonderwall   |
| Résidence musique au Moulin d'Andé - Céci                   | Róisín Burns | Wonderwall   |

### Tête-à-tête
| Prix                                         | Lauréat.e.s   | Film      |
| -------------------------------------------- | ------------- | --------- |
| Résidence d'écriture au Moulin d'Andé - Céci | Sarah Belhadi | Zambretto |

## Présidents de l'association Côté court
- 1994-1996 : Danielle Bidard
- 1997-2000 : Ann-Gisel Glass
- 2001-2003 : Françoise Lebrun
- 2004-2005 : Jean-Claude Guiguet
- 2006-2015 : Sylvie Pialat (présidente d'honneur à partir de 2016)
- 2016-2021 : Eric Garandeau
- Depuis 2021 : Mathieu Amalric